# 산양초등학교 미남분교
산양초등학교 미남분교는 경상남도 통영시 산양읍 물개길 9 (미남리)에 있었던 초등학교 분교이다.

## 연혁
- 1948년 8월 31일 미남공립국민학교 설립인가
- 1951년 7월 10일 제1회 졸업식
- 1972년 2월 1일 현 교사로 이전
- 1984년 3월 1일 화양국민학교 미남분교장 격하
- 1986년 9월 15일 목욕탕 신축
- 1998년 2월 28일 폐교